# Titularbistum Derbe
Derbe ist ein Titularbistum der römisch-katholischen Kirche. 
Es geht zurück auf das untergegangene Bistum der antiken Stadt Derbe in der kleinasiatischen Landschaft Lykaonien, deren christliche Gemeinde von Paulus gegründet wurde.
| Titularbischöfe von Derbe |                             |                                                             |                   |                   |
| Nr.                       | Name                        | Amt                                                         | von               | bis               |
| 1                         | Stephan Cloth, OSB          | Weihbischof in Fulda (Deutschland)                          | 20. Januar 1727   | 5. September 1727 |
| 2                         | Franz Egon von Fürstenberg  | Koadjutorbischof von Hildesheim und Paderborn (Deutschland) | 24. Juli 1786     | 6. Januar 1789    |
| 3                         | Franz von Raigesfeld, SJ    | Weihbischof in Laibach (Slowenien)                          | 1. Juni 1795      | 16. Juli 1800     |
| 4                         | Karl Kajetan von Gaisruck   | Weihbischof in Passau (Deutschland)                         | 20. Juli 1801     | 1. März 1818      |
| 5                         | Anastasius Hartmann, OFMCap | Apostolischer Vikar von Patna und Bombay (Indien)           | 16. März 1846     | 24. April 1886    |
| 6                         | Giovanni Cirino             |                                                             | 22. November 1869 | 28. November 1884 |
| 7                         | Vicente Alda y Sancho       | Weihbischof in Saragossa (Spanien)                          | 10. Juni 1886     | 1. Juni 1888      |
| 8                         | Pietro Podaliri             | Weihbischof in Recanati-Loreto (Italien)                    | 23. Juni 1890     |                   |
| 9                         | Angelo Bartolomasi          | Weihbischof in Turin (Italien)                              | 24. November 1910 | 15. Dezember 1919 |
| 10                        | Maximino Ruiz y Flores      | Weihbischof in Mexiko (Mexiko)                              | 8. März 1920      | 11. Mai 1943      |
| 11                        | João de Souza Lima          | Weihbischof in Diamantina (Brasilien)                       | 14. Mai 1949      | 6. Februar 1955   |
| 12                        | Raymond Peter Hillinger     | Weihbischof in Chicago (Illinois) (USA)                     | 27. Juni 1956     | 13. November 1971 |